# Drohnenangriff auf den Kreml

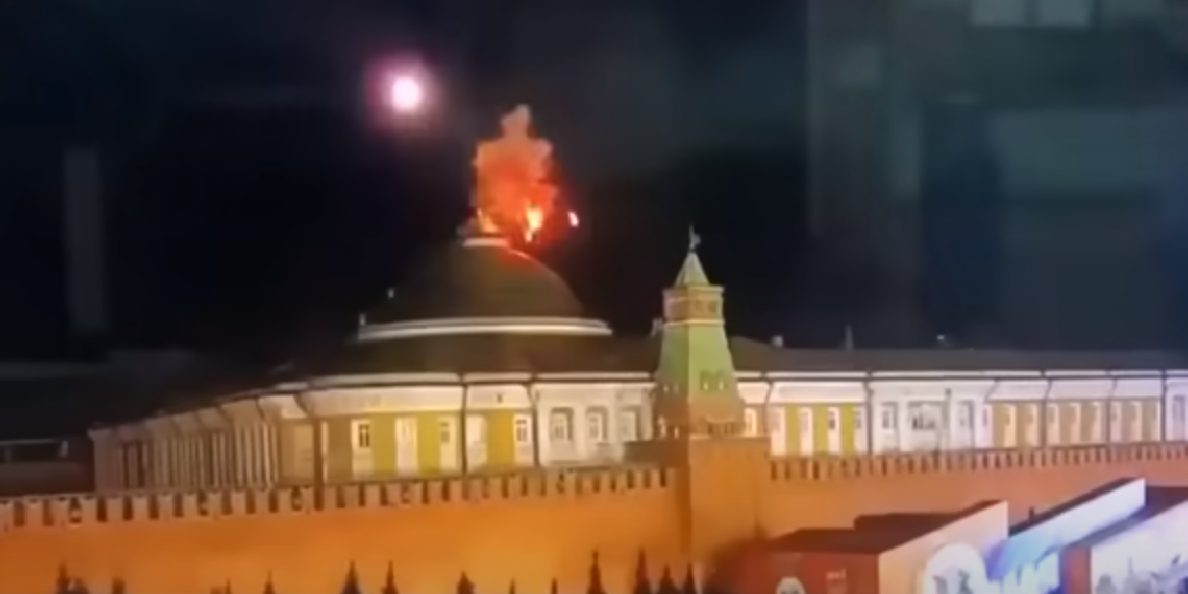
Explosion auf dem Dach des Senatspalasts des Kremls

Am 3. Mai 2023 wurde Filmmaterial veröffentlicht, das einen Drohnenangriff auf den Kreml in Moskau durch zwei Drohnen zeigen soll. Wladimir Putin war zu diesem Zeitpunkt nicht in dem Gebäude anwesend und es gab auch keine Verletzten.
Der Kreml beschuldigte die Ukraine, den Vorfall verübt zu haben, und bezeichnete ihn als „terroristischen Akt“ und „Attentat auf den russischen Präsidenten“. Die Ukraine stritt jede Urheberschaft ab.

## Angriff
Nicht verifizierte Videos, die in sozialen Medien veröffentlicht wurden, zeigen vermutlich zwei Objekte, die in den frühen Morgenstunden auf den Kreml zufliegen, bevor eine kleine Explosion in der Nähe eines Fahnenmastes auf der Kuppel des Senatspalasts des Kremls stattfindet, ohne dass dabei sichtbare Schäden entstanden. Auf einer der Aufnahmen sind zwei nicht identifizierte Personen zu sehen, die die Kuppel erklimmen. Ein weiteres Video zeigt, wie in der Nähe des Gebäudes Rauch aufsteigt.
Russische Beamte behaupteten, dass die beiden Drohnen mit elektronischen Radaranlagen ausgeschaltet wurden.

## Reaktionen

### Russland
Am selben Tag verkündete Moskaus Bürgermeister Sergei Sobjanin eine Flugverbotszone für Drohnen über der Stadt.
Moskau kündigte an, Vergeltung zu üben.
Putins Verbündeter Wjatscheslaw Wolodin, der Sprecher der russischen Duma, bezeichnete den angeblichen Drohnenangriff als „Terroranschlag“ auf Russland und verglich die ukrainische Regierung mit Terrororganisationen wie Al-Qaida und dem Islamischen Staat: „Das nazistische Kiewer Regime muss als terroristische Organisation anerkannt werden.“ Wolodin forderte den Einsatz von „Waffen, die in der Lage sind, das Kiewer Terrorregime zu stoppen und zu zerstören“.
Jewgeni Prigoschin, der Leiter der Söldnergruppe Wagner, warnte vor dem Einsatz von Atomwaffen: „Wir sehen aus wie Clowns, die als Reaktion auf die Drohne eines Kindes mit dem Einsatz von Atomwaffen drohen.“
Kremlsprecher Dmitri Peskow behauptete, die Vereinigten Staaten steckten hinter einem angeblichen Drohnenangriff auf den Kreml, der auf die Ermordung Putins abzielte, und sagte: „Wir wissen sehr gut, dass Entscheidungen über solche Aktionen, über solche terroristischen Angriffe, nicht in Kiew, sondern in Washington getroffen werden.“ Der führende Kreml-Propagandist Wladimir Solowjow verglich den Vorfall mit den Terroranschlägen am 11. September 2001.
Dmitri Medwedew, Vorsitzender des russischen Sicherheitsrates, drohte: „Nach dem heutigen Terroranschlag gibt es keine andere Möglichkeit mehr als die physische Beseitigung von Selenskyj und seiner Kabale.“

### Ukraine
Der ukrainische Präsidentenberater Mychajlo Podoljak erklärte, Kiew habe nichts mit dem angeblichen Angriff auf den Kreml zu tun, derartige Aktionen brächten Kiew nichts im russisch-ukrainischen Krieg und würden Russland nur zu radikaleren Maßnahmen provozieren. Podoljak sagte, die Behauptungen, dass Kiew hinter dem Vorfall stecke, und die Verhaftung mutmaßlicher ukrainischer Saboteure auf der Krim durch Russland könnten darauf hindeuten, dass Moskau in den kommenden Tagen einen groß angelegten „terroristischen“ Angriff auf die Ukraine vorbereite. Am 3. Mai 2023 wurden bei russischen Angriffen auf die ukrainische Oblast Cherson 21 Menschen getötet.
Der ukrainische Präsident Wolodymyr Selenskyj erklärte während eines Besuchs in Finnland: „Wir greifen weder Putin noch Moskau an. Wir kämpfen auf unserem eigenen Territorium. Wir verteidigen unsere Dörfer und Städte.“

### Internationale Reaktionen und Bewertung
US-Außenminister Antony Blinken erklärte auf einer internationalen Pressekonferenz: „Ich würde alles, was aus dem Kreml kommt, mit einem sehr großen Salzstreuer [mit gesundem Menschenverstand] betrachten.“ US-Beamte äußerten sich skeptisch, dass eine in die Ukraine geschickte Drohne für den Angriff verwendet worden sein könnte, da sie eine lange Strecke zurücklegen müsste, um Moskau zu erreichen. Die Pressesprecherin des Weißen Hauses, Karine Jean-Pierre, sagte, die USA würden „die Ukraine nicht ermutigen oder ihr ermöglichen, jenseits ihrer Grenze zuzuschlagen“.
Phillips O’Brien, Professor für strategische Studien an der University of St Andrews, sagte: „Es war sicher kein Attentatsversuch auf Putin, denn er schläft nicht auf dem Dach und wahrscheinlich auch nicht im Kreml.“ James Nixey, Direktor des Russland- und Eurasien-Programms der Denkfabrik Chatham House, sagte: „Die beiden wahrscheinlichsten Möglichkeiten sind ein ‚Warnschuss vor den Bug‘ durch Kiew oder eine Operation unter falscher Flagge durch Moskau, mit der intensivere Angriffe in der Ukraine oder mehr Einberufungen gerechtfertigt werden sollen.“
CNN berichtete am 5. Mai, nur zwei Tage nach dem Anschlag über ein Netzwerk von Agenten in Russland und bezog sich auf mehrere anonyme US-Geheimdienstquellen. So seien Drohnen und Drohnenbauteile über die Landesgrenze geschmuggelt worden. Sollte der ukrainische Geheimdienst beteiligt sein, könnte eine Beteiligung erst zeitverzögert bestätigt werden, wie bei der Kertsch-Brücke geschehen.